# Punta de l'Àliga (la Bisbal de Montsant)
La Punta de l'Àliga és una muntanya de 585 metres que es troba entre els municipis de la Bisbal de Montsant i de Margalef, a la comarca catalana del Priorat.